# Tanvir Mahmood Ahmed
Tanvir Mahmood Ahmed (Urdu: تنویر rami احمد; nascido em 1952) é um ex -oficial da Força Aérea do Paquistão, que foi o Chefe do Estado-maior do ramo de 2006 a 2009. Ele foi sucedido por Rao Qamar Suleman em 18 de Março de 2009.